# Leśna Rzeka
Leśna Rzeka – część wsi Słowiki Stare w Polsce położona w województwie mazowieckim, w powiecie kozienickim, w gminie Sieciechów.
W latach 1975–1998 miejscowość administracyjnie należała do województwa radomskiego.